# Jan Nechvátal
Jan Nechvátal (11. března 1935, Nové Dvory, Třebíč – 27. dubna 2024) byl český atlet–běžec, trenér a pedagog.

## Biografie
Jan Nechvátal se narodil v Třebíči na Nových Dvorech v roce 1935, původně se věnoval hokeji a fotbalu, ale od 13 let, kdy se úspěšně zúčastnil běhu Lorenzovými sady a skončil druhý, se začal na popud trenéra Emila Nováka věnovat atletice. V roce 1948 tak začal pod vedením trenérů Emila Nováka a Vladimíra Klusáčka trénovat lehkou atletiku. Od roku 1949 si vedl tréninkové deníky, kdy do roku 2014 naběhal více než 280 tisíc kilometrů. V roce 1950 začal závodit za Spartak Třebíč, posléze přešel jako talentovaný sportovec pod ÚDA Praha (Ústřední dům armády), po absolvování povinné vojenské služby pak nastoupil do Zbrojovky Brno a pak přešel do Dynama Pardubice a v letech 1968–1970 působil v klubu TJ Znojmo. 
Absolvoval Tyršův ústav tělesné výchovy a sportu v Nymburce a následně Institut tělesné výchovy a sportu v Praze. Posléze se již začal věnovat pedagogické činnosti, kterou však kombinoval s aktivním závoděním. Zpočátku učil na učilišti v Hrotovicích, pak vedl odborné učiliště znojemské Fruty a pak až do roku 2001 učil na tehdejší průmyslovce v Třebíči.

## Sportovní činnost
Pětkrát zvítězil ve zmiňovaném Běhu Lorenzovými sady, startoval celkem v 60 ročnících tohoto běhu. Věnoval se běhům od 400 metrů až k maratonu, v maratonu se dostal také do reprezentace ČR, kdy dosáhl osobního rekordu 2:28. Sportu se věnoval i ve veteránských kategoriích, tam získal titul mistra světa v závodu dvoučlenných družstev společně s Ivanem Ullspergerem. V roce 2000 se pak na Slovensku stal mistrem světa v běhu do vrchu v kategorii nad 65 let, v kategorii nad 60 let vyhrál třikrát závod Běchovice–Praha.
Věnoval se také tréninku, trénoval v Třebíči např. Pavla Šteffla, Petra Karase, Slavomíra Vítkoviče, Ivana Šťastného, Josefa Suchého, Vlastimila Kužela, Jitku Hekrdlovou, Pavlu Culkovou, Jaroslava a Františka Bohuslavovi, Zdenka Kučeru, Petra Motálka, Václava Kováříka, Pavla Dudra, Eduarda Hlávku, Kamila a Tomáše Kyršovi, Jana Hanáka, Tomáše Dokulila, Josefa Rygla, Adama Trojana, Davida Nezvedu, Zuzanu Markovou a další. Tréninku i závodění se věnoval ještě v roce 2016.
Působil v atletických klubech Spartak Třebíč, ÚDA Praha, Zbrojovka Brno, Dynamo Pardubice, TJ Znojmo a jako veterán i AC Maraton Kučera Třebíč.

## Ocenění
Opakovaně se umístil na předních příčkách ankety o nejlepšího sportovce okresu Třebíč, roku 1972 v této anketě zvítězil. V letech 1982 a 1983 byl oceněn v této anketě jako trenér, jako veterán pak zvítězil v roce 1998 a v roce 2007 byl vyhlášen sportovní osobností okresu Třebíč.

## Osobní rekordy
Osobní rekordy k době ukončení kariéry.
| disciplína | čas           | oddíl          | rok  | místo               |
| ---------- | ------------- | -------------- | ---- | ------------------- |
| 400 m      | 49,6 s        | Zbrojovka Brno | 1959 | Brno                |
| 800 m      | 1:54,6 min    | Zbrojovka Brno | 1959 | Brno                |
| 1000 m     | 2:32,0 min    | Zbrojovka Brno | 1959 | Brno                |
| 1500 m     | 3:59,7 min    | Spartak Třebíč | 1956 | Kolín               |
| 3000 m     | 8:32,0 min    | TJ Znojmo      | 1969 | Brno                |
| 5000 m     | 14:53,6 min   | Spartak Třebíč | 1970 | Třinec              |
| 10 km      | 31:12,6 min   | Spartak Třebíč | 1973 | Třinec              |
| 25 km      | 1:21:23,0 hod | Spartak Třebíč | 1971 | Hluboká nad Vltavou |
| Maraton    | 2:28:03,0 hod | Spartak Třebíč | 1972 | Otrokovice          |